# Volgaområdets federala distrikt
Volgaområdets federala distrikt (Приволжский федеральный округ Privolzjskij federal'nyj okrug) är ett av  Rysslands federala distrikt. Det bildar den sydöstra delen av det europeiska Ryssland. Det har ett invånarantal av 30 511 236 (1 januari 2006) som bor på en yta av 1 038 000 km². 
Distriktets federationssubjekt, med delrepubliker markerade med asterisker, listas nedan.

## Demografi

### Federationssubjekt
Federationssubjekten i distriktet listas nedan i tabellen.
| Volga Federal District |        |                         |                  |
| Nr                     | Flagga | Federationssubjekt      | Huvudort         |
| 1                      |        | Republiken Basjkirien   | Ufa              |
| 2                      |        | Kirov oblast            | Kirov            |
| 3                      |        | Marirepubliken          | Josjkar-Ola      |
| 4                      |        | Republiken Mordvinien   | Saransk          |
| 5                      |        | Nizjnij Novgorod oblast | Nizjnij Novgorod |
| 6                      |        | Orenburg oblast         | Orenburg         |
| 7                      |        | Penza oblast            | Penza            |
| 8                      |        | Perm kraj               | Perm             |
| 9                      |        | Samara oblast           | Samara           |
| 10                     |        | Saratov oblast          | Saratov          |
| 11                     |        | Republiken Tatarstan    | Kazan            |
| 12                     |        | Republiken Udmurtien    | Izjevsk          |
| 13                     |        | Uljanovsk oblast        | Uljanovsk        |
| 14                     |        | Republiken Tjuvasjien   | Tjeboksary       |